# Klingmühl

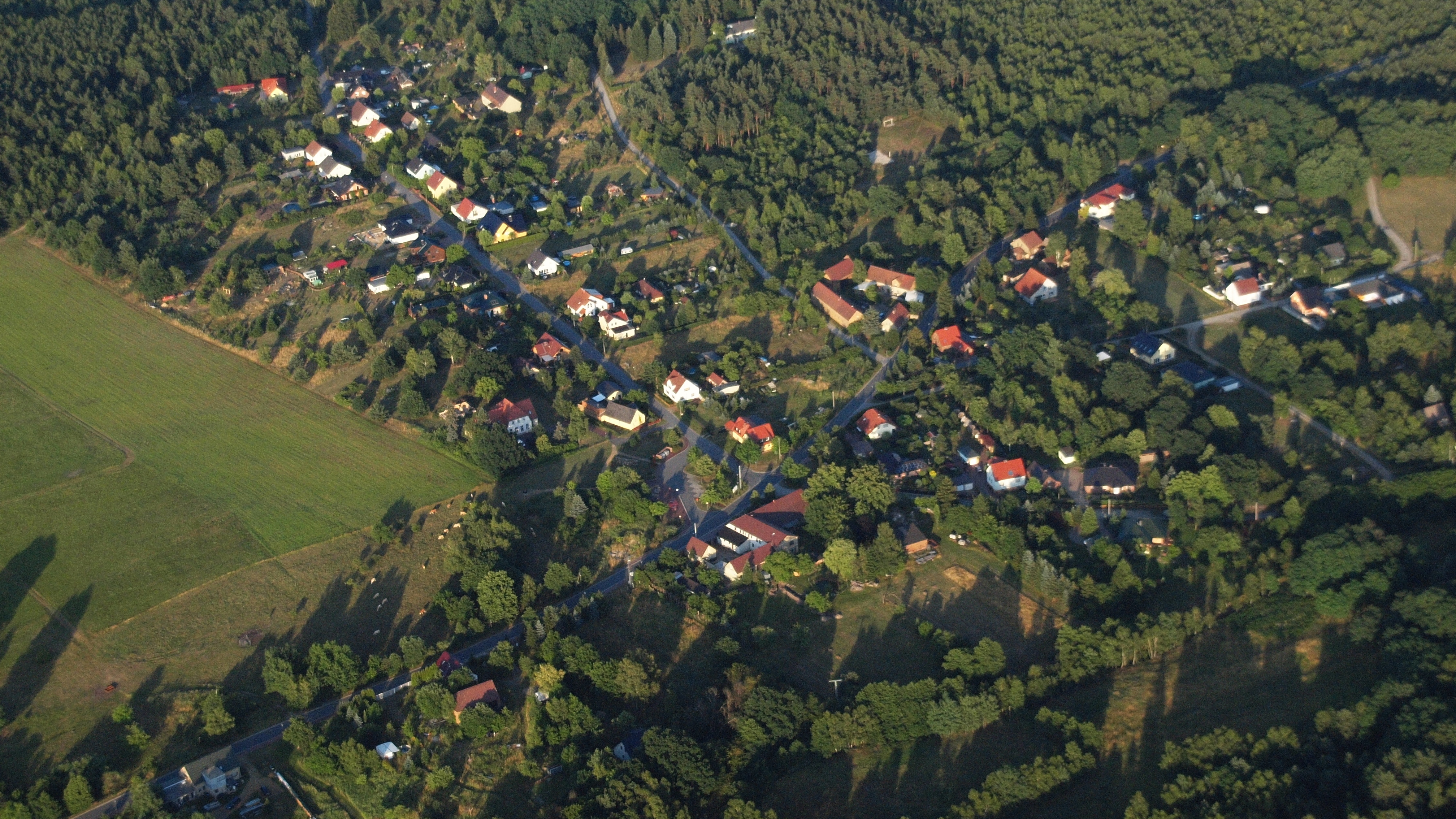
Klingmühl, Luftaufnahme (2015)

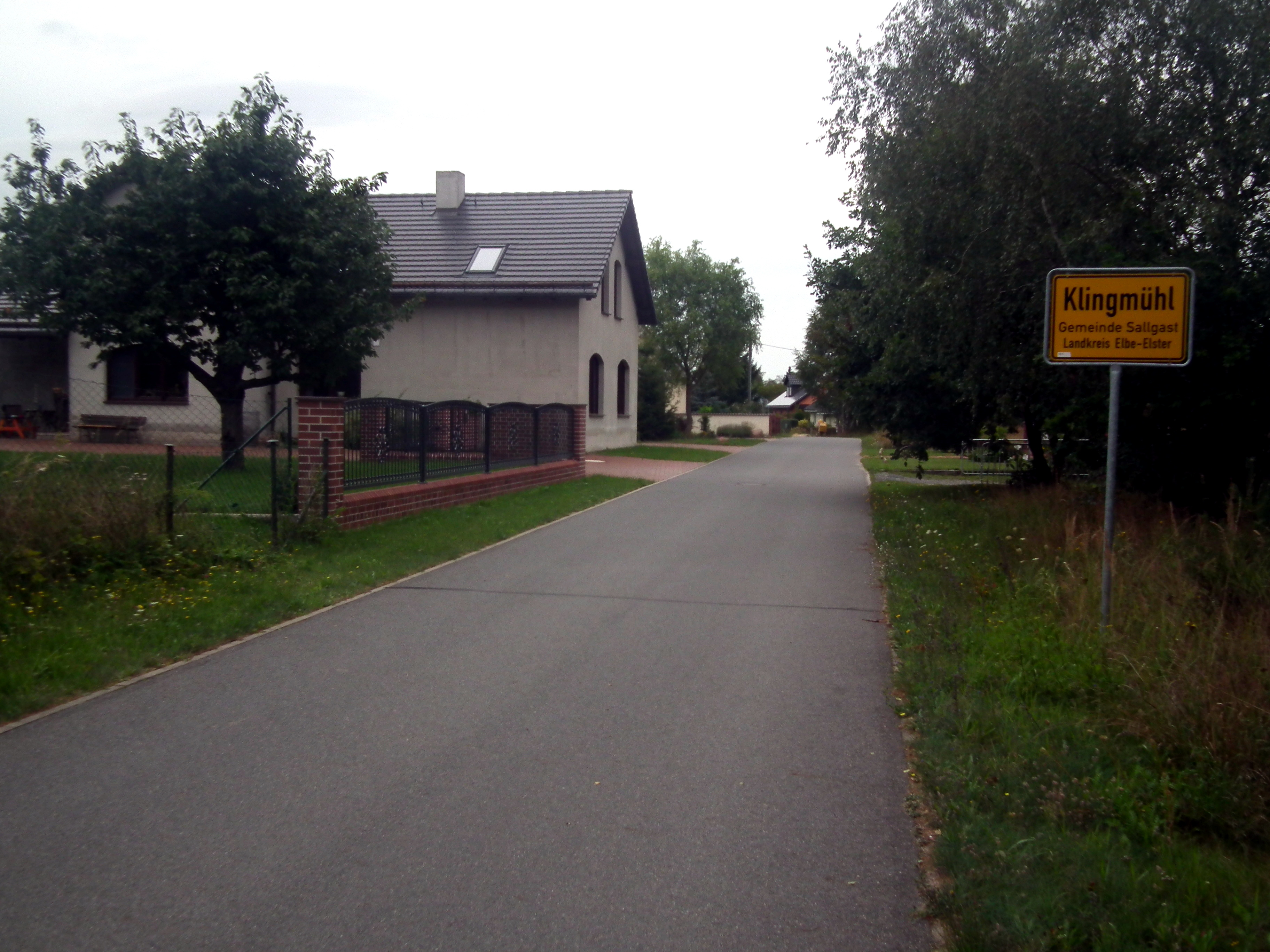
Klingmühl

Klingmühl ist ein bewohnter Gemeindeteil von Sallgast im Landkreis Elbe-Elster in Brandenburg. Bis 1933 war Klingmühl eine selbständige Gemeinde. Der Ort wurde bis 1989 weitgehend für den Tagebau Klettwitz-Nord devastiert, durch die Stilllegung des Tagebaus aber nicht abgebaggert. Ungefähr ein Viertel der Gehöfte blieb erhalten. Umgesiedelt wurden 187 Personen.

## Lage
Klingmühl liegt in der Niederlausitz im ehemaligen Kreis Finsterwalde. Der abgebaggerte Ortskern lag etwa zwei Kilometer in westlicher Richtung von der Gemeinde Sallgast entfernt und südöstlich der Stadt Finsterwalde. Der Bahnhof Klingmühl-Lichterfeld an der Bahnstrecke Finsterwalde – Annahütte befand sich nördlich der Ortslage. Der verbliebene Ortsteil Klingmühl liegt am Rand des stillgelegten Tagebaus Klettwitz, drei bis vier Kilometer entfernt vom Besucherbergwerk F60.

## Geschichte
Der Ort wurde 1437 erstmals erwähnt. Zum Ende des 18. Jahrhunderts bestand der Ort aus dem Gut mit seinen Stallungen, das dem Schlossherrn von Sallgast gehörte, dazu aus wenigen Häusern und der Wassermühle, die dem Ort seinen Namen gab. In der ersten Hälfte des 19. Jahrhunderts hatte das Dorf noch erkennbar die Siedlungsform eines Weilerdorfs. In den folgenden Jahrzehnten veränderte es sich zum Straßendorf. Bis in die 1950er Jahre wurden im Dorf traditionelle Feste gemeinsam gefeiert, z. B. Fastnacht und Zampern, Stollenreiten und Erntedankfest.
Die Region ist reich an Ton- und Lehmvorkommen. 1844 wurde die Ziegelei Klingmühl-Lichterfeld errichtet. 1855 entstand eine Töpferei, die Ton aus den Vorkommen um Klingmühl, Gohra und Hohenleipisch verarbeitete. Im Jahr 1880 folgte eine weitere Töpferei. Der Anschluss an die Eisenbahnstrecke Finsterwalde–Sallgast–Schipkau erfolgte im Jahr 1889. Damit entwickelte sich schrittweise ein wirtschaftlicher Aufschwung in der Region.
Die ersten Kohlegruben wurde 1855 um Klingmühl und Sallgast aufgeschlossen. Um 1900 folgten weitere Gruben.
Im Jahr 1983 begannen die Vorbereitungen für die vollständige Abbaggerung des Dorfes durch den Tagebau Klettwitz. 1990, nachdem der überwiegende Teil des Dorfes bereits devastiert war, wurde der Tagebau stillgelegt und die Wiederbesiedelung begann schrittweise. Im Jahr 2001 sprach die Konrad-Adenauer-Stiftung der Klingmühler Bürgerinitiative eine der drei Goldmedaillen zu, die beim „Konrad-Adenauer-Preis für Kommunalpolitik“ vergeben wurden.

## Kultur und Sehenswürdigkeiten

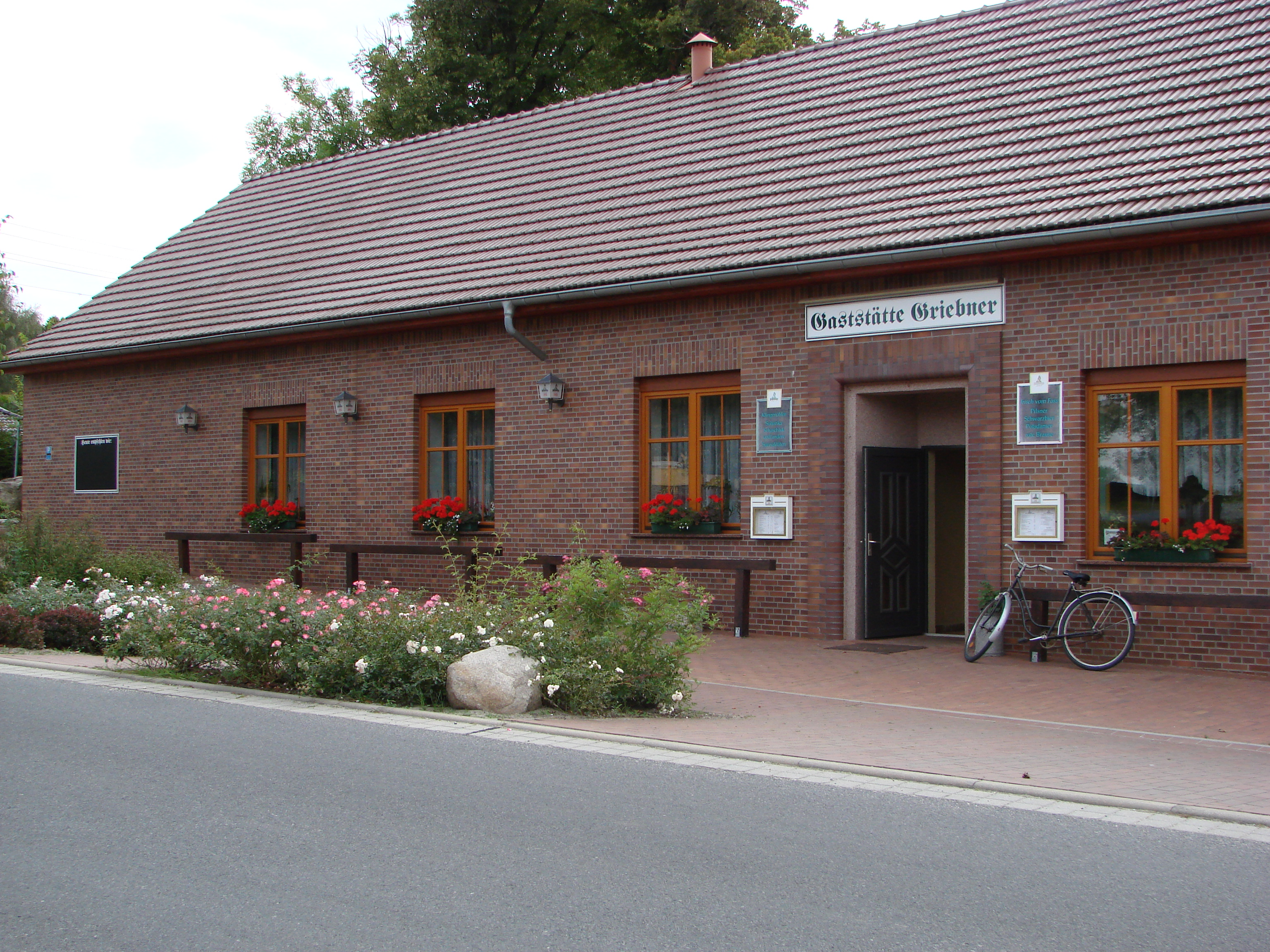
Gasthof Griebner

Zu den wenigen erhaltenen Gebäuden gehört der Gasthof Griebner (ehemals Thiemig´s Gasthof). Hier versammeln sich zum jährlichen Klingmühler Treffen ehemalige und gegenwärtige Einwohner aus Klingmühl. Das Gebäude und sein Vorgänger existiert mindestens seit 1840.

## In Klingmühl geborene Persönlichkeiten
- Eckhard Böttger (1954–2010), Maler, Grafiker und Plastiker